# ベイプナリ高原
ベイプナリ高原（トルコ語: Beypınarı Yaylası）はトラブゾン市のヅズコーユ町と間にあるの距離は30キロメートルです。この高原面積は3平方キロメートルです。高原に最も近い近隣はチャイルバグ近隣と間の距離は18キロメートルです。この高原で畜産は盛んです。毎年、8月25日でこの高原で高原祭りが作られています。